# Neida Sandoval
Neida Sandoval (Minas de Oro, Comayagua, 20 de marzo de 1961) es una periodista hondureña. Ganadora de cinco premios Emmy Nacionales en EE. UU. otorgados por la academia Nacional de Ciencia y Television (NATAS)  por la cobertura de la devastación del huracán Mitch en Honduras y Centroamérica. Embajadora de Aldeas Infantiles SOS Honduras. Laboró como presentadora en el programa Despierta América de la cadena internacional  Univision durante más de 25 años. Trabajó en el programa Un Nuevo Día de la  empresa Telemundo, en una entrevista realizada por su colega y amiga Ana María Canseco mencionó que su paso por Un Nuevo Día le dejó un Sabor Amargo ya que los mismos que estaban en Univisión vinieron a Telemundo y le cancelaron el contrato sin ninguna razón. Gracias a ello se volvió una persona independiente creando su marca personal Neida Sandoval y realiza entrevistas inspiradoras, pero gracias a  esas grandes empresas que le brindaron la oportunidad laboral y le dijeron Ciao, Neida Sandoval es una Mujer Empoderada

## Primeros años
Neida Sandoval nació el 20 de marzo de 1961 en Minas de Oro, Comayagua donde nació y pasó parte de su niñez y adolescencia  junto a sus ocho hermanos. Viajó a la ciudad de Tegucigalpa y laboró en una Farmacia en la capital.

## Estudios
En 1978 ejerce su primer trabajo, como demostradora  de cosméticos en la Farmacia Torres Fiallos., fue allí donde conoció a Alberto Valladares, quien era director de Prensa de la Casa Presidencial de Honduras, quien la invitó a hacer una película navideña "Porque Un Niño Nos Es Nacido", donde obtuvo el papel protagónico de la Virgen María.

## Inicios en televisión
Luego de la grabación de la película "Porque un Niño Nos Es Nacido", Alberto Valladares la invitó al canal de televisión de la Casa Presidencial, donde le enseñó a trabajar frente a las cámaras y comenzó a trabajar en diferentes programas:
- Imágenes II etapa,
- Democracia en Marcha
- Proyecciones Militares noticiero militar,
- además de otros programas en radio.

Mientras ejercía su labor periodística conoció al estadounidense David Cochran.

## Vida en Estados Unidos
La pareja emigró al Estado de Nuevo México, Estados Unidos en 1987 y en 2001 procrearon dos hijos gemelos Abener David y Aliene Aída, nacidos en agosto de 2002. Inicia trabajando en radio, en programas musicales donde se transmitía música norteña, ahí conoció al productor que sería quien comenzara el primer programa local de noticias en español de la cadena Univisión, quien la llamó a participar un casting donde fue elegida como presentadora del programa de Univisión.
Posteriormente trabajo en el Estado de Texas como reportera y presentadora del canal local de Univisión, canal 41 (KWEX-TV). En 1992 inicia como presentadora del programa noticias y Más de la cadena nacional Univisión.
Neida Sandoval se desemperno como presentadora del programa Despierta América de la cadena Univision desde su fundación en 1997 y fue la última presentadora de elenco original hasta su renuncia en 2013.

## Radio
Dos años después de su renuncia a Univisión comenzó a trabajar en dos proyectos radiales, "El Show de Neida Sandoval" y “Minuto 60″.

## Embajadora de Aldeas SOS
En 2012 inicia a dar servicio voluntario como embajadora las Aldeas SOS de Honduras.

## Telemundo
En 2014 comienza a trabajar para el programa Un Nuevo Día! en la cadena Telemundo.
Pero termina su ciclo en mayo del 2016
https://quemas.mamaslatinas.com/entertainment/153674/famosos-que-se-quedaron-sin-trabajo-de-forma-inesperada-fotos/209059/neida_sandoval_tambi_n_tuvo/12

## Labor social
Ha participado como embajadora de las aldeas SOS, en las telemaratones Teletón (Honduras) invitando a muchos artistas a participar en los eventos, en la telemaratón catrachilandia para combatir el hambre infantil en Honduras.

## Premios y reconocimientos
- Ciudadana distinguida de la ciudad de Los Ángeles, California (1997)
- Ciudadana Distinguida de la ciudad de Nueva Orleans, Luisiana (1997)
- Recibió dos premios Emmy de la Academia Nacional de Ciencias y Televisión de EE. UU. (NATAS). Los primeros premios de esta categoría entregados a un medio hispano. (1998).
- Medalla Gran comendador otorgada por el congreso Nacional de Honduras por Trayectoria Periodística y contribución humanitaria en pro de los niños más necesitados.
- Periodista del Año en Nueva York, FEDHONY Federación de Asociaciones Nacionales de Honduras en Nueva York (1998)
- Premio Excelencia en Periodismo, Festival de Verano de Ontario, Canadá (1999).
- Mujer del Año, Miami, Florida (1999)
- Reconocimiento como una de las 100 periodistas hispanas más destacadas de Estados Unidos (1999)
- Reconocimiento de “Gran comendador” por el Congreso Nacional de Honduras por su labor en bien de la nación de Honduras.
- Mujer Humanitaria de las Américas World Visión (2002).
- Ciudadana Distinguida  Ciudad de Tegucigalpa (2000)
- Ciudadana  Distinguida Ciudad de los Ángeles California.